# Lepidonotus tenuisetosus
Lepidonotus tenuisetosus är en ringmaskart som först beskrevs av Gravier 1902.  Lepidonotus tenuisetosus ingår i släktet Lepidonotus och familjen Polynoidae. Inga underarter finns listade i Catalogue of Life.